# Marc Minuci Fes
Marc Minuci Fes (en llatí Marcus Minucius Faessus) va ser un magistrat romà que va viure al segle iii aC. Formava part de la gens Minúcia.
Va ser un dels primers àugurs elegits entre els plebeus després de la reforma de la llei de Sacerdotiis, coneguda com a Llei Ogúlnia, l'any 300 aC, pels tribuns Quint i Gneu Ogulni.